# Montserrat Pagès i Paretas
Montserrat Pagès i Paretas (Barcelona, 1951) és una historiadora de l'art, investigadora i assagista d'art catalana, que ha exercit com a conservadora del MNAC i comissària d'exposicions.
Doctora en història de l'art per la Universitat de Barcelona, ha estat conservadora d'art romànic del Museu Nacional d'Art de Catalunya (MNAC) des del 1990 fins al 2016. Ha estat comissària de diverses exposicions, de les quals destaca «Catalunya a l'època carolíngia. Art i cultura abans del romànic (segles IX i X)» (MNAC, 1999), que formava part d'un projecte europeu. Com a investigadora, s'ha especialitzat en arquitectura preromànica, arquitectura romànica i pintura romànica catalana, i també hispànica (Arlanza, Sixena), a més de fer incursions en la francesa i la italiana, i en l'art gòtic. Ha conreat també l'assaig històric sobre temes afins al món artístic d'època carolíngia. El seu tema de recerca principal és, però, la pintura mural romànica a Catalunya i, per extensió, a les terres veïnes de la Vall d'Aran, el Coserans i l'Arieja. Treballa sobre quatre eixos principals: Pedret i la pintura llombarda; Taüll i la seva escola pictòrica; Sixena, la miniatura anglesa i l'art romà d'Orient de l'entorn de l'any 1200, i la història dels orígens de la formació de la col·lecció de pintura mural romànica del MNAC i de la història dels trasllats i fugides de la pintura mural romànica en general.
Ha publicat articles de manera assídua, sobretot a les revistes Urgellia, Miscel·lània Litúrgica Catalana, Quaderns d'Estudis Andorrans, Études Roussillonnaises, Butlletí del Museu Nacional d'Art de Catalunya, Les Cahiers de Saint-Michel de Cuixà, Revista de Catalunya, Randa, Matèria i Catalan Historical Review, entre d'altres. I regularment també ha participat en ponències i comunicacions en simposis i congressos celebrats a Barcelona, Cuixà, Girona, Prada de Conflent, Sardenya o París.
Forma part de l'equip de recerca del projecte EMAC del Departament d'Història de l'Art de la Universitat de Barcelona des del 2006. És membre de la Societat Cultural Urgel·litana, de la Seu d'Urgell, i del consell de redacció de la seva revista Urgellia des del 2000, de la Societat Catalana d'Estudis Litúrgics, filial de l'Institut d'Estudis Catalans, des del 2007, i també vocal de la seva junta. A més, és membre de la Société Nationale des Antiquaires de França, a París, des del 2010. Ha estat també vinculada als Amics de l'Art Romànic, havent estat vocal de la junta entre 1979 i 1983, i al Centre d'Estudis Comarcals del Baix Llobregat des que es va fundar el 1974, i també ha estat membre de la Junta de la Comissió Cívica del Patrimoni del Baix Llobregat entre els anys 2007 i 2009.

## Publicacions[2][1]

### Articles
- «Noves pintures a Sant Climent de Taüll». Butlletí del Museu Nacional d'Art de Catalunya (2001)
- «Sobre els orígens de Pedret i sobre el suposat quart genet de les seves pintures romàniques». Butlletí del Museu Nacional d'Art de Catalunya (2003)
- «La problemàtica dels models en la pintura romànica catalana: la Crucifixió de Sorpe i la d'Estaon». Butlletí del Museu Nacional d'Art de Catalunya (2009)
- «La signatura i una altra inscripció inèdita del frontal romànic de Cardet». Miscel·lània Litúrgica Catalana (2011)
- «Un saltiri de Guillem II per a Monreale? Sobre els orígens del saltiri anglocatalà de París». Miscel·lània Litúrgica Catalana (2012)

### Llibres
- Les esglésies preromàniques a la comarca del Baix Llobregat (1983), Premi Fundació Güell 1980
- Feudalisme i art romànic al Baix Llobregat (1992), Premi Crítica Serra d'Or 1993 de recerca en humanitats
- Sobre pintura romànica catalana (2005)
- La pintura mural romànica de les Valls d'Àneu (2008)
- Sobre pintura romànica catalana. Noves aportacions (2009)
- Pintura mural sagrada i profana, del romànic al primer gòtic (2012)
- El Tapís de Bayeux, eina política? Anàlisi de les imatges i nova interpretació, amb una traducció a l'anglés de Philip Banks (2015)
- Pintura catalana. El romànic (2015)